# Ayakashi: Samurai Horror Tales
Ayakashi (яп. 怪 Аякаси), также известный под названиями Ayakashi: Japanese Classic Horror (Аякаси: Классика японских ужасов) и Ayakashi: Samurai Horror Tales (Аякаси: Самурайские истории ужасов), — включающий три истории аниме-сериал ужасов производства студии Toei Animation. Его трансляция прошла в программном блоке noitaminA телекомпании Fuji TV с 13 января по 24 марта 2006 года. Спин-оффом произведения стал показанный в том же блоке, но уже в 2007 году аниме-сериал Mononoke.
Открывающую музыкальную композицию Ayakashi под названием HEAT ISLAND исполнила группа Rhymester, а закрывающую Haru no Katami — Титосэ Хадимэ.

## Показанные истории

### Ёцуя Кайдан(四谷怪談)
- 1-4 серии

Самурай Иэмон Тамия, потерявший работу после смерти своего хозяина, получает предложение от богатой и молодой дамы, которой он понравился, жениться на ней при условии, что он избавится от своей нынешней жены.

### Тэнсю Моногатари (天守物語)
- 5-8 серии.

Молодой охотник Дзёсёносукэ, заблудившись в лесу в поисках своего улетевшего сокола, сталкивается с принцессой духов Томихимэ, и эта встреча пробуждает в обоих любовь.

### Бакэнэко(化猫)
- 9-11 серии.

Действие разворачивается в период Эдо. Перед свадебной церемонией молодая невеста из благородного клана Сакаи, покидая порог дома внезапно падает замертво. Оказавшийся на месте событий торговец лекарств (Аптекарь) объясняет, что тому виной мононокэ — демон а именно бакэнэко, рождённый из ненависти. Аптекарь устанавливает защитный барьер для обитателей поместья и объясняет, что сможет обнажить клинок и победить демона, узнав его сущность, цель и причину. Для этого члены клана должны рассказать о всех тёмных тайнах семьи и поместья. Узнать удаётся не многое, разве что в доме за много лет убили множество кошек и что когда то в поместье жила красавица Тамаки, обещанная в жертву богам, но похищенная лордом клана Сакаи — Ёсиюки. Лорд и Тамаки любили друг друга, но девушка таинственно умерла. Этой правды оказалось недостаточно для раскрытия сущности демона и аптекарь с остальными заложниками были вынуждены скрыться в подвале особняка.
Демон начал прямую атаку, убив почти всех членов клана, но решил сам раскрыть Аптекарю собственные воспоминания, а именно что на самом деле лорд 25 лет назад запер Тамаки, насиловал её, издевался и морил голодом. Девушка нашла утешение в уходе за котёнком, попавшим в её темницу. Когда девушку изнасиловал старший сын лорда, Ёсиюки в ярости избил её до смерти, но на него напал её кот. Именно кот вместе с душой Тамаки обратились в бакэнэко. Аптекарю удалось обнажить ножны и уничтожить демона, очистив обе души. Лорд Ёсиюки выжил, но оставшись без наследников, его клан обречён скорое исчезновение.